# لغات اليمن
اللغة العربية هي اللغة الرسمية مع وجود أقلية تتحدث باللغة المهرية في شرقي البلاد ويستعمل اليهود العبرية والآرامية خلال الصلوات والحصص الدينية ولديهم لهجتهم الخاصة عند الحديث بالعبرية. ولسكان سقطرى لغتهم الخاصة هي اللغة السقطرية ولا علاقة للمهرية والسقطرية بالعربية الجنوبية القديمة التي كانت سائدة في اليمن أيام التاريخ القديم  كان اليمنيون قديما يتحدثون بأربع لهجات ضمن ما عرف باللغات الصيهدية وهي اللغة السبئية والقتبانية والمعينية والحضرمية ودونوا كتابتهم بخط المسند والزبور وكانت اللغة السبئية هي الأكثر انتشارا وتدوينا. خط المسند كان نظام الكتابة الأقدم في شبه الجزيرة العربية ويعتبر أبجدية شقيقة للأبجدية الفينيقية ومتفرعا الأبجدية السينائية الأولية  واستعمل للتدوين من قبل المتحدثين بالعربية الشمالية القديمة واللغات الإثيوبية السامية فالمسند هو الخط العربي الأصلي فلم يطور سكان تلك المناطق نظام كتابة خاص بهم إلا أن جهود مبشري الكنائس الشرقية ساهم في انتشار القلم النبطي المتأخر وهو أحد الخطوط السريانية على حساب المسند لإنه أسهل  وساهم دخول اليمنيين في الإسلام إلى هجرهم قلمهم القديم واستبداله بالأبجدية النبطية المتأخرة التي دون بها القرآن  يتحدث اليمنيون اليوم العربية باللهجة اليمنية وهي لهجة متطورة ومرتبطة ارتباطا وثيقا باللغة القديمة  وهي ثلاث لهجات بتفرعات لهجة صنعانية ولهجة حضرمية ولهجة تعزية-عدنية بالإضافة للهجة بدوية لسكان مأرب والجوف وبادية حضرموت ولكل من هذه اللهجات خصائص ومميزات 

## اللغة القديمة
اللغة العربية الجنوبية القديمة هي عبارة عن أربع لغات متقاربة جدا هي اللغة السبئية واللغة القتبانية واللغة الحضرمية واللغة المعينية. أقدم الكتابات التي تشير إلى هذه اللغة يعود إلى القرن التاسع قبل الميلاد ويعدها الباحثون فرعا من الأبجدية السينائية الأولية توقف استخدام هذه النصوص حوالي القرن الميلادي السادس (554 م) أي حوالي 60 سنة قبل البعثة النبوية وتعتبر لغة شقيقة للغة الفينقية وليست تطورا عنها  تمت إستعارة أبجديات العربية الجنوبية القديمة للتدوين من قبل المتحدثينباللغة العربية الشمالية القديمة وكذلك المتحدثون باللغة السامية الأثيوبية، استعاروا أبجدية العربية الجنوبية للتدوين قرابة القرن التاسع قبل الميلاد  هناك احتمال أن استعمالها توقف مع اعتناق ملوك حمير للمسيحية أواخر القرن الرابع الميلاد نتيجة التأثر باللغة السريانية 
حروف اللغة العربية الجنوبية القديمة وطريقة نطقها
| الحروف النطق فصحى | ألف (كالعدد 1000) ألف | بيت باء  | تايت تاء | ثاوي ثاء | جمال (جيم مصرية) جيم | حرم حاء | خوت خاء | دالت دال | ذاو ذال | ريس راء  | زاي زين | سات سين | تسا لايوجد | شوت شين  |          |
| الحروف النطق فصحى | صداي صاد              | ضابا ضاد | طاوي طاء | ظاوي ظاء | عين عين              | غين غين | أف فاء  | قاف قاف  | كاف كاف | لاوي لام | ماي ميم | ناي نون | هوي هاء    | واوي واو | يامن ياء |

## اللهجات اليمنية الحالية
توجد في اليمن ثلاث لهجات رئيسية ذات تفرعات هي الصنعانية واللهجة الحضرمية واللهجة العدنية. وهي لهجات متطورة عن اللغات القديمة
يتحدث لهجة صنعاء أهل صنعاء بطبيعة الحال وما حولها ويقلبون الدال طاء وينطقون القاف كالجيم المصرية وتأثرت اللهجة بعدد من الكلمات التركية. لديهم مصطلحات مميزة لا توجد إلا لديهم مثل «مه» وتعني «ماذا» و «ساع» وهي مرادف لكلمة «مثل» و «شابدع» وتعني «أبدأ» وغيرها
لهجة أهل السواحل في حضرموت تختلف عن الوديان فيقلبون الجيم ياء عند حديثهم وتشبه اللهجة البحرانية إلى حد ما. تنطق القاف كالجيم المصرية كذلك ويستبدل الكاف بالشين في آخر الكلمة عند التأنيث ومن كلماتهم «الريم» وتعني «السطح» و «ضبح» وتعني «الملل» و «جم» وهي مرادف لـ«كثير» ويستعملون مشتقات الابتغاء (أبغي، بغيت، بغوا) للتعبير عن الإرادة
أما اللهجة العدنية فيتحدث بها أهل عدن وتعز والمناطق الجنوبية والوسطى مع اختلافات بسيطة وتفرعات فتنطق القاف ثقيلة بنطقها العربي ويستعملون كلمة أشتي المحرفة عن أشتهي للتعبير عن الإرادة وينطقون الجيم مصرية
يتحدث أهل بادية حضرموت الشمالية ومأرب والجوف وصعدة بلهجة بدوية تختلف عن اللهجات المذكورة أعلاه
ومن اللهجات السائدة في اليمن:
- اليافعية

## اللغات المحلية
ومن اللغات الأخرى:
- اللغة البطحرية
- لغة هوبيوت
- المهرية
- الشحرية
- السقطرية

## اللغات الأجنبية
وبسبب وجود نسبة من الوافدين الأجانب في اليمن فسنجد نسبة منهم تتكلم لغات أخرى في مقدمتها:
- الإنجليزية
- لهجة عربية مصرية
- الهندية
- الصومالية
- التشامية (en)
- إضافة إلى لغات من الهند وباكستان ولغات أفريقية.